# Théorème de Witt
En algèbre, le théorème de Witt est un résultat sur lequel s'appuie toute la théorie des formes quadratiques. Il permet en effet de classifier les formes quadratiques sur un corps K donné et fonde la définition du groupe de Witt de K. À proprement parler il existe plusieurs énoncés qui sont qualifiés de théorèmes de Witt : pour préciser, on les appelle théorèmes de décomposition, d'extension et d'annulation de Witt. Dans ce faisceau de résultats, obtenus par Ernst Witt en 1937, c'est le théorème d'annulation qui est le plus souvent appelé le théorème de Witt.

## Les théorèmes de Witt

### Énoncés
On considère un corps K de caractéristique différente de 2. Un espace quadratique (V,q) est un espace vectoriel sur K muni d'une forme quadratique. Les deux théorèmes fondamentaux de Witt s'énoncent
Théorème d'annulation de Witt — Lorsqu'on a la relation {\displaystyle U_{1}\oplus U_{2}=U'_{1}\oplus U'_{2}} entre espaces quadratiques, avec {\displaystyle U_{1}} isométrique à {\displaystyle U'_{1}}, alors {\displaystyle U_{2}} isométrique à {\displaystyle U'_{2}}.
Théorème d'extension de Witt — Soit U un sous-espace d'un espace quadratique (V,q) non dégénéré. On suppose que (V,q) est isométrique à un autre espace quadratique (V',q'). Alors tout plongement isométrique de U dans V' se prolonge en une isométrie.
Pour énoncer le théorème de décomposition qui en résulte, on rappelle d'abord brièvement le vocabulaire des sous-espaces remarquables d'un espace quadratique (V,q). Le radical (ou noyau) de q est l'orthogonal de V. Un sous-espace est dit anisotrope si q ne s'y annule qu'en 0. En sens inverse, on considère le modèle le plus simple d'espace isotrope. Il s'agit du plan hyperbolique, c'est-à-dire un sous-espace de dimension 2 sur lequel la forme quadratique induite admet, dans une certaine base, une écriture de la forme {\displaystyle q_{P}(x,y)=xy} (ou, dans une autre base {\displaystyle q_{P}(X,Y)={\frac {1}{2}}(X^{2}-Y^{2})}).
Théorème de décomposition de Witt — Tout espace quadratique (V,q) se décompose en somme directe orthogonale {\displaystyle V=\mathrm {rad} (V){\overset {\perp }{\oplus }}H{\overset {\perp }{\oplus }}W} où H est une somme directe de N plans hyperboliques et W un sous-espace anisotrope. En outre le nombre N de plans et la classe d'isométrie de W ne dépendent pas du choix de décomposition effectué.

### Commentaires
Une première étape couramment employée est de constater que tout supplémentaire du radical est en somme directe orthogonale avec lui. Dès lors, quitte à travailler en restriction à un tel supplémentaire, on peut se contenter d'étudier les formes quadratiques non dégénérées. Ceci explique quelques différences de formulation dans les énoncés des théorèmes, selon que les auteurs se placent ou non dans le cas de formes quadratiques non dégénérées. Dans ce cadre, le théorème d'annulation peut être démontré par récurrence sur la dimension de U, en faisant intervenir une transformation de Householder.
Le théorème d'extension peut être renforcé, en imposant que l'image d'un certain supplémentaire orthogonal de U soit un certain supplémentaire orthogonal de son image. On démontre facilement que cette version renforcée est équivalente au théorème d'annulation. Dans le théorème de décomposition, l'existence de la décomposition peut être obtenue par des moyens élémentaires, ce sont les propriétés d'invariance qui découlent de l'un des deux autres théorèmes.

## Conséquences
Quitte à mettre à part le radical, on se limite aux formes quadratiques non dégénérées. 

### Pour une forme quadratique donnée
Selon le théorème de décomposition de Witt, il est possible d'associer à une forme quadratique q trois composantes bien définies : le radical, la partie hyperbolique et la partie anisotrope (éventuellement réduite à l'espace nul). Les deux premières sont totalement décrites par leur dimension. On définit donc l'indice de Witt i(q)=N comme le nombre de plans hyperboliques qui engendrent la partie hyperbolique. Dans le cas non dégénéré il peut aussi être défini comme la dimension du plus grand sous-espace totalement isotrope.
Ces éléments permettent par exemple de retrouver le théorème d'inertie de Sylvester classifiant les formes quadratiques réelles.

### Groupe et anneau de Witt
On peut s'intéresser aux classes d'isomorphismes des parties anisotropes de toutes les formes quadratiques. Les opérations de somme directe orthogonale et de produit tensoriel passent au quotient dans la relation d'équivalence utilisée. L'ensemble W(K) des classes d'équivalence possède donc des lois internes {\displaystyle \oplus }, avec pour élément neutre l'espace nul, et {\displaystyle \otimes }.

## Résultats voisins
Il est possible d'énoncer un analogue du théorème d'extension de Witt pour les espaces vectoriels symplectiques, c'est-à-dire quand on a affaire à une forme bilinéaire alternée plutôt que symétrique. Pour la plupart des auteurs, la forme symplectique est aussi supposée non dégénérée. En utilisant ce vocabulaire, lorsque l'on a deux espaces symplectiques qui sont isométriques, toute injection isométrique d'un sous-espace vectoriel du premier dans le second se prolonge en une isométrie. Cette fois le résultat vaut même si le corps est de caractéristique 2.
En termes de décomposition, la situation est alors très simple : il n'existe que la composante hyperbolique. En fait deux espaces symplectiques de même dimension sont isométriques.